# Nymula ethelinda
Nymula ethelinda är en fjärilsart som beskrevs av William Chapman Hewitson 1870. Nymula ethelinda ingår i släktet Nymula och familjen Riodinidae. Inga underarter finns listade i Catalogue of Life.